# Little Opawa (rivière)

La rivière Little Opawa  (en anglais : Little Opawa River )  est un cours d’eau du Sud de la région de  Canterbury dans l’Île du Sud de la Nouvelle-Zélande.

## Géographie
Elle s’écoule vers l’est à partir de la crête située à 20 km au sud-ouest de la ville de Fairlie, se joignant avec sa voisine plus au sud, la rivière Ōpaoa, tout près de leur exutoire commun dans la rivière Tengawai, à proximité de la ville de Albury.